# Tiende Vijfjarenplan (Sovjet-Unie)
Het Tiende Vijfjarenplan van de Unie van Socialistische Sovjetrepublieken was een reeks productiedoelen en quota om de nationale economie te verbeteren tussen 1976 en 1980. Het plan werd gepresenteerd door de voorzitter van de ministerraad, Aleksej Kosygin, aan het 25ste Congres van de Communistische Partij van de Sovjet-Unie (CPSU). Het werd vaak het "plan voor kwaliteit en efficiëntie" genoemd.

## Het 25ste Partijcongres en ontwikkeling

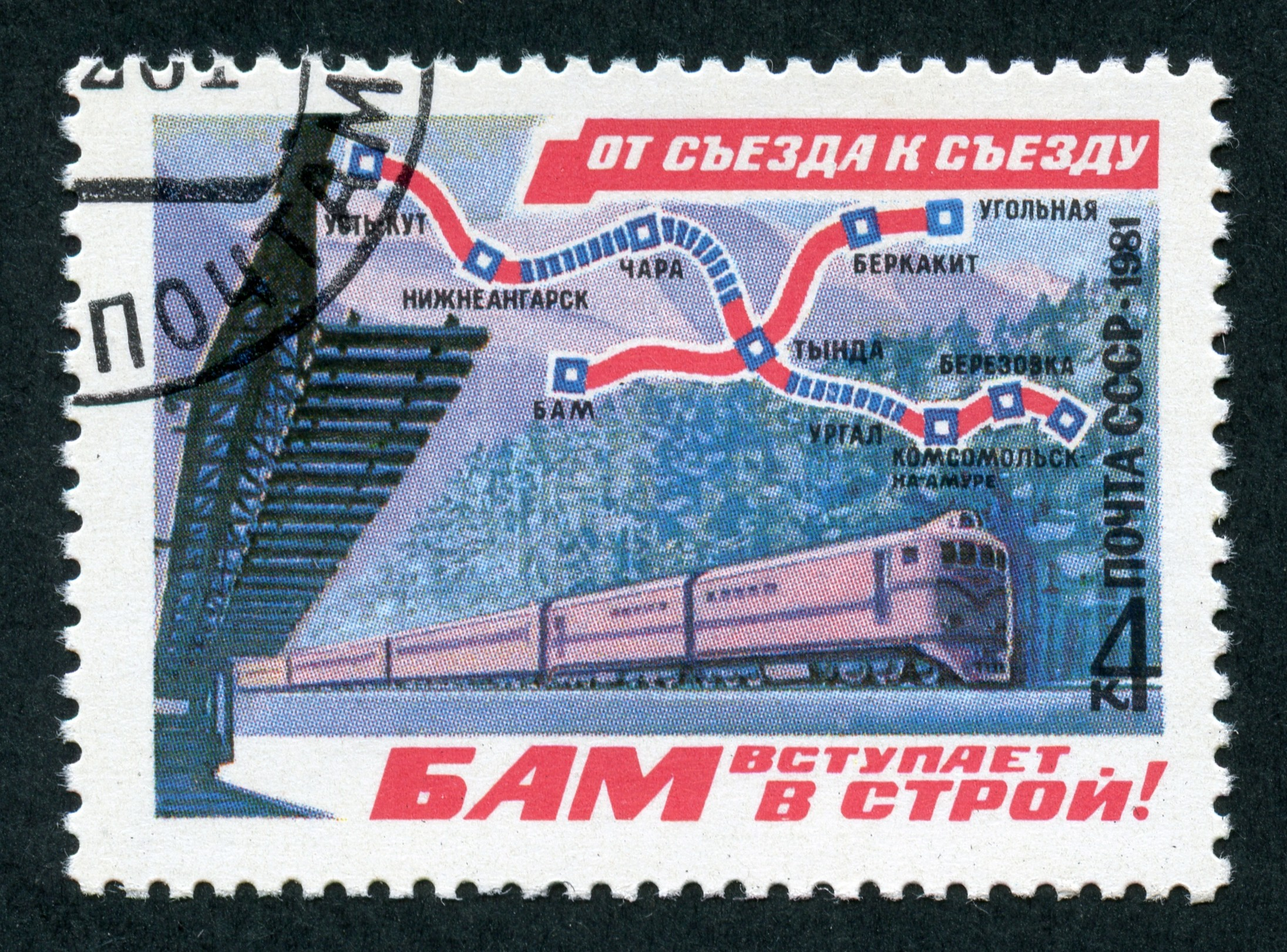
Postzegel ter ere van de spoorlijn Baikal-Amoer (BAM)

Aleksej Kosygin, voorzitter van de ministerraad, stelde het nieuwe plan voor aan het 25ste Partijcongres. Secretaris-generaal Leonid Brezjnev zei op ditzelfde congres dat "efficiëntie en kwaliteit" de stokpaardjes van het nieuwe plan zouden worden. Brezjnev meende dat de vertraagde economische groei te wijten was aan een achterstand op vlak van technologie, en daarom zou de Sovjet-Unie buitenlandse technologie moeten aanschaffen. Ook de landbouw was prioritair: 27% van alle investeringen gingen naar deze sector. Investeringen in de petrochemische industrie verdubbelden.
Het Politbureau keurde het plan tot twee keer toe af, aangezien het plan voor te weinig groei zou zorgen in de consumptie-industrie.
Tijdens het plan zouden twee grote projecten gestart worden:
- De spoorlijn Baikal-Amoer
- De verdere agrarische ontwikkeling van de delen van Europees Rusland zonder zwarte aarde

## Voltooiing
| Sovjetrepubliek     | Industriële groei groei in procenten (Gegevens uit de USSR) | Industriële groei groei in procenten (Gegevens uit de USSR) | Industriële groei groei in procenten (Gegevens uit de USSR) |
| Sovjetrepubliek     | Groei 9de plan                                              | Gepland 10de plan                                           | Groei 10de plan                                             |
| ------------------- | ----------------------------------------------------------- | ----------------------------------------------------------- | ----------------------------------------------------------- |
| Sovjet-Unie         | 43%                                                         | 36%                                                         | 24%                                                         |
| Armeense SSR        | 45%                                                         | 46%                                                         | 46%                                                         |
| Azerbeidzjaanse SSR | 50%                                                         | 39%                                                         | 47%                                                         |
| Wit-Russische SSR   | 64%                                                         | 43%                                                         | 42%                                                         |
| Estse SSR           | 41%                                                         | 26%                                                         | 24%                                                         |
| Georgische SSR      | 39%                                                         | 41%                                                         | 40%                                                         |
| Kazachse SSR        | 42%                                                         | 40%                                                         | 18%                                                         |
| Kirgizische SSR     | 52%                                                         | 37%                                                         | 30%                                                         |
| Litouwse SSR        | 36%                                                         | 27%                                                         | 20%                                                         |
| Litouwse SSR        | 49%                                                         | 32%                                                         | 26%                                                         |
| Moldavische SSR     | 55%                                                         | 47%                                                         | 32%                                                         |
| Russische SFSR      | 42%                                                         | 36%                                                         | 22%                                                         |
| Tadzjiekse SSR      | 39%                                                         | 39%                                                         | 30%                                                         |
| Turkmeense SSR      | 54%                                                         | 30%                                                         | 12%                                                         |
| Oekraïense SSR      | 41%                                                         | 33%                                                         | 21%                                                         |
| Oezbeekse SSR       | 39%                                                         | 39%                                                         | 30%                                                         |

Gedurende de uitvoering van het plan werd er serieus geïnvesteerd in de olie-industrie. Door de hernieuwde aandacht in technologie werd 10-12% van het totale landbouwbudget gebruikt voor de aankoop van buitenlandse technologie. Volgens een rapport van de CIA kon de USSR, zelfs met deze nieuwe technologieën, het jaarlijkse doel van 640 miljoen ton graan per jaar niet halen.
Tijdelijke Sovjetstatistieken tonen aan dat de uitvoering van het plan over het algemeen vlotter verliep in de Kaukasus en Europees Rusland dan in Centraal-Azië. De groei van de industrie in de Turkmeense SSR bedroeg bijvoorbeeld 12% in plaats van de geplande 30%. Zoals in de tabel weergegeven wordt, kwamen de geplande en eigenlijke groei enkel in de Azerbeidzjaanse SSR en de Armeense SSR overeen. Semion Grossu, eerste secretaris van de Moldavische afdeling van de Communistische Partij, achtte "fundamentele fouten in de economische activiteiten en chronische inefficiëntie" verantwoordelijk bij de mislukking van het plan.
De Baikal-Amoerspoorlijn werd officieel voltooid in 1984, maar eigenlijk pas in 1991.
De Sovjethervormingen van 1979 ("verbeteren van het plannen en de effectiviteit van de productie maximaliseren door optimale werkomstandigheden"), was een reeks hervormingen, gestart door Alexei Kosygin. In tegenstelling tot zijn vorige hervormingen, die het bestuur succesvol centraliseerden door de macht van de ministeries te vergroten, faalde deze hervorming in het voltooien van het vijfjarenplan.